# NGC 7568
NGC 7568 (другие обозначения — NGC 7574, PGC 70892, UGC 12469, ZWG 475.58) — галактика в созвездии Пегас.
Этот объект занесён в новый общий каталог несколько раз, с обозначениями NGC 7568, NGC 7574.
Этот объект входит в число перечисленных в оригинальной редакции «Нового общего каталога».